# Robert Guilling
Robert Guilling (14 de octubre de 1980 – ) es futbolista gibraltareño que actualmente (abril de 2017) juega en la Primera División de Gibraltar con el equipo de Lynx, así como en la selección nacional, donde juega de centrocampista.

## Carrera internacional
Hizo su debut internacional en el empate 0–0 frente a Eslovaquia el 19 de noviembre de 2013, en el que fue además el primer partido de Gibraltar luego de ser admitido como miembro de la UEFA.